# Tre Deckare löser Osynliga hundens gåta
Alfred Hitchcock och Tre Deckare löser Osynliga hundens gåta (originaltitel Alfred Hitchcock and the Three Investigators in The Mystery of The Invisible Dog) är den tjugotredje (i Sverige dock tjugoandra) delen i den fristående Tre deckare-serien. Boken är skriven av M. V. Carey 1976 och utgiven på svenska 1977 av B. Wahlströms bokförlag med översättning av Kurt G. Möller.
På boken omslag kan man se hur de tre huvudpersonerna konfronterar en väldig, genomskinlig hund - den "osynliga hund" som titeln syftar på är dock ett mycket litet glasföremål...